# Ардеволь, Хосе
Хосе Арде́воль (исп. José Ardévol) (13 марта 1911, Барселона — 7 января 1981, Гавана) — кубинский композитор и дирижёр испанского происхождения.

## Биография
Ардеволь ещё в детском возрасте учился у своего отца, Фернандо, который был музыкантом и дирижёром. Эмигрировал на Кубу в 1930 году, а с 1934 по 1952 год был директором rquestra de cámara de la Habana. В 1934 году основал камерный оркестр, которым руководил до 1952 года. Он стал профессором музыки на Кубе и с 1936 по 1951 год преподавал в университетах в Гаване и Ориенте. С 1938 года преподавал в Муниципальной консерватории, а с 1976 в Высшем институте искусств (с 1976) в Гаване.
В 1942 году он основал движение под названием Grupo de Renovación musical, в которое вошли несколько его учеников, разделявших его эстетические идеалы. Ардеволь поддержал Кубинскую революцию и фактически встал во главе кубинского музыкального мира после того, как Фидель Кастро пришёл к власти в 1959 году. В рамках своих обязанностей он дирижировал оркестром Министерства образования. Он продолжал преподавать, работать в качестве профессора композиции в консерватории Гаваны с 1965 года и в Национальной школе музыки с 1968 года.
Ранние композиции Ардеволя в целом написаны в стиле неоклассицизма, но к поздний период своей жизни он начал изучать техники алеаторики и сериализма. Некоторые из его вокальных произведений прославляют коммунизм и посвящены революционным темам.

## Музыкальные сочинения
Примечание: этот список неполон:
- 3 симфонии.
- 2 кубинских сюиты для оркестра.
- La burla de Don Pedro a caballo , для солистов, хора и оркестра, 1943.
- Cantos de la Revolución , вокальный очерк, 1962.
- 3 фортепианные сонаты.